# Martinectes bonneri
Martinectes bonneri is een lid van de Plesiosauria dat tijdens het late Krijt leefde in het gebied van het huidige Noord-Amerika.
Larry Dean Martin van het Kansas University Museum of Natural History vond twee skeletten van plesiosauriërs. Een kreeg het inventarisnummer KUVP 40002 en werd opgegraven in het noorden van Niobrara County, Wyoming, bij de Johnson Ranch. Het andere werd KUVP 40001 en kwam uit de Wallace ranch in Fall River County, South Dakota.